# Marysville (Indiana)
Marysville es un área no incorporada ubicada en el municipio de Oregon, en el condado de Clark en el estado estadounidense de Indiana.

## Tornado de 2012
La ciudad sufrió graves daños debido a un tornado el 2 de marzo de 2012. El alcalde Chucky Adas, del Departamento del Alguacil del Condado de Clark describió la ciudad como "ha desaparecido por completa."

## Geografía
Marysville se encuentra ubicada en las coordenadas 38°35′13″N 85°38′36″O / 38.58694, -85.64333.